# Morts gelés de Saskatoon
 (mars 2024).
La mise en forme du texte ne suit pas les recommandations de Wikipédia : il faut le « wikifier ».
Les points d'amélioration suivants sont les cas les plus fréquents. Le détail des points à revoir est peut-être précisé sur la page de discussion.
- Les titres sont pré-formatés par le logiciel. Ils ne sont ni en capitales, ni en gras.
- Le texte ne doit pas être écrit en capitales (les noms de famille non plus), ni en gras, ni en italique, ni en « petit »…
- Le gras n'est utilisé que pour surligner le titre de l'article dans l'introduction, une seule fois.
- L'italique est rarement utilisé : mots en langue étrangère, titres d'œuvres, noms de bateaux, etc.
- Les citations ne sont pas en italique mais en corps de texte normal. Elles sont entourées par des guillemets français : « et ».
- Les listes à puces sont à éviter, des paragraphes rédigés étant largement préférés. Les tableaux sont à réserver à la présentation de données structurées (résultats, etc.).
- Les appels de note de bas de page (petits chiffres en exposant, introduits par l'outil «  Source ») sont à placer entre la fin de phrase et le point final[comme ça].
- Les liens internes (vers d'autres articles de Wikipédia) sont à choisir avec parcimonie. Créez des liens vers des articles approfondissant le sujet. Les termes génériques sans rapport avec le sujet sont à éviter, ainsi que les répétitions de liens vers un même terme.
- Les liens externes sont à placer uniquement dans une section « Liens externes », à la fin de l'article. Ces liens sont à choisir avec parcimonie suivant les règles définies. Si un lien sert de source à l'article, son insertion dans le texte est à faire par les notes de bas de page.
- La présentation des références doit suivre les conventions bibliographiques. Il est recommandé d'utiliser les modèles {{Ouvrage}}, {{Chapitre}}, {{Article}}, {{Lien web}} et/ou {{Bibliographie}}. Le mode d'édition visuel peut mettre en forme automatiquement les références.
- Insérer une infobox (cadre d'informations à droite) n'est pas obligatoire pour parachever la mise en page.

Pour une aide détaillée, merci de consulter Aide:Wikification.
Si vous pensez que ces points ont été résolus, vous pouvez retirer ce bandeau et améliorer la mise en forme d'un autre article.

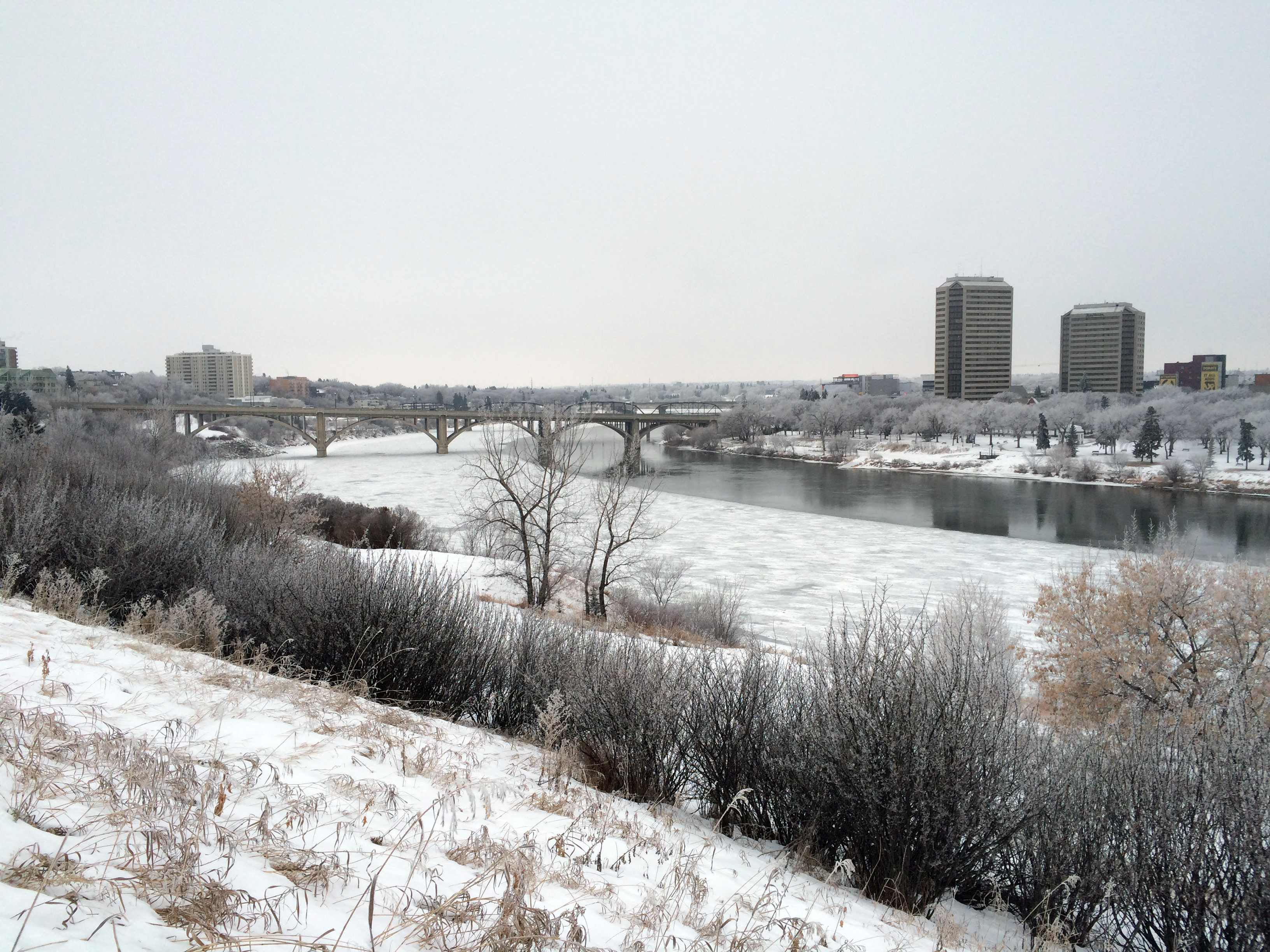
Une photo d'une berge de rivière près de Saskatoon, en Saskatchewan, prise pendant l'hiver. Pendant les mois d'hiver, les températures moyennes à Saskatoon peuvent atteindre -20.7 degrés Celsius.

Les décès dus au froid de Saskatoon ont impliqué des Canadiens autochtones vivant tant à Saskatoon qu'en Saskatchewan, dans les années 1990 et au début des années 2000. Ces décès sont soupçonnés d'être liés aux actions des membres du service de police de Saskatoon. Les policiers arrêtaient des autochtones, généralement des hommes, pour un état d'ivresse présumée et/ou un comportement désordonné, et parfois sans motif clair. Les policiers conduisaient  ensuite de nuit et en plein hiver les autochtones à la périphérie de la ville et les abandonnaient, les laissant bloqués par des températures inférieures à zéro.
Cette pratique est connue comme celle d'emmener les peuples autochtones « faire la tournée des étoiles » et remonte au moins à 1976. En 2021, malgré des condamnations pour des infractions connexes, aucun policier n'a été condamné spécifiquement pour avoir provoqué des décès dus au froid.

## Incidents
Les victimes décédées d'hypothermie, notamment Rodney Naistus, Lawrence Wegner et Neil Stonechild. Naistus et Wegner, sont morts en 2000 et leurs corps ont été découverts à la périphérie de Saskatoon. Les enquêtes menées en 2001 et 2002 sur leur décès ont déterminé que ceux-ci étaient morts des suites d'hypothermie. Les recommandations du jury d'enquête concernaient toutes les politiques policières et les relations entre les autochtones et la police. Le corps de Neil Stonechild a quant à lui été retrouvé le 29 novembre 1990 dans un champ à l'extérieur de Saskatoon, ce qui avait donné lieu à une enquête sur des questions liées au décès de Neil Stonechild., La nuit de la disparition de Stonechild, cinq jours avant le 24 novembre 1990, la température atteignait -28.1 degrés Celsius. Une enquête menée en 2003 n'a pas permis de déterminer les circonstances ayant conduit à sa mort,.
En janvier 2000, Darrell Night a été déposé à la périphérie de Saskatoon, mais a pu appeler un taxi depuis la centrale électrique Queen Elizabeth située à proximité. Les deux agents impliqués, les agents Dan Hatchen et Ken Munson du service de police de Saskatoon, ont affirmé qu'ils avaient simplement raccompagné Night chez lui et l'avaient déposé à sa propre demande, mais ont été reconnus coupables de séquestration en septembre 2001 et condamnés à huit mois de prison,,. Cependant, cette condamnation n'a pas influencé les conclusions des enquêtes sur la mort de Wegner et Naistus, décédés dans la même période et dans des circonstances similaires, les résultats ayant été jugés « non concluants ».
La police de Saskatoon a d'abord insisté sur le fait qu'il s'agissait d'incidents isolés. Mais en 2003, le chef de la police, Russell Sabo, a admis qu'il était possible que la police ait jeté des membres des Premières Nations hors de la ville pendant des années, après avoir révélé qu'en 1976, un policier avait fait l'objet de mesures disciplinaires pour avoir emmené et abandonné une femme autochtone à la périphérie de la ville.
Le 21 avril 2018, Ken Thomas a déclaré que deux agents de la police de Saskatoon l'avaient récupéré et l'avaient déposé à l'extérieur des limites de la ville, la nuit, dans le froid. Cette accusation a fait l'objet d'une enquête de la Commission des plaintes du public, qui a déclaré qu'elle n'était pas fondée. Dans un communiqué de presse, le chef de la police de Saskatoon, Troy Cooper, a déclaré qu'il était peu probable qu'il y ait eu un contact dans la nuit du 21 avril 2018 entre la police et M. Thomas, d'après des enregistrements vidéo et audio pris depuis des voitures de police,,.

## Tentatives de censure
Entre 2012 et 2016, la section « Starlight tours » de l'article Wikipédia en anglais du service de police de Saskatoon a été supprimée à plusieurs reprises. Une enquête interne a révélé que deux des modifications provenaient d'un ordinateur au sein du service de police. Alyson Edwards, porte-parole du service de police de la ville, a nié que la suppression du contenu ait été officiellement approuvée par le service. Le 31 mars 2016, le journal Saskatoonien StarPhoenix a rapporté que « la police de Saskatoon a confirmé que quelqu'un du service de police avait supprimé les références aux « Starlight tours » de la page Web Wikipédia sur le service de police. Selon le rapport, une « porte-parole de la police a reconnu que la section sur les « Starlight tours » avait été supprimée à l'aide d'un ordinateur au sein du département, mais a déclaré que les enquêteurs n'étaient pas en mesure d'identifier qui l'avait fait ». La porte-parole de la police a également déclaré que les services de police s'efforcent de « faire avancer tout le travail positif qui a été fait et continue d'être fait à la suite de l'enquête sur la mort de Stonechild ».

## Dans les médias

### Film
Ces incidents ont été abordés dans deux films. Les expériences de Darrell Night ont été documentées dans le documentaire Two Worlds Colliding de Tasha Hubbard réalisé en 2004 par l'Office national du film du Canada, lauréat du Prix Canada,. Un incident fictif a également été décrit dans le drame d'une demi-heure Out in the Cold, réalisé par Colleen Murphy et mettant en vedette Gordon Tootoosis, Matthew Strongeagle et Erroll Kinistino.

### Musique
En 2005, le groupe punk rock canadien Propagandhi sort l'album Potemkin City Limits, comprenant la chanson « The Bringer of Greater Things », « dédiée à Rodney Naistus, Neil Stonechild et Lawrence Wegner, assassinés par des membres du service de police de Saskatoon ». (notes de pochette d'album).
La chanson "One Shoe" du musicien canadien Kris Demeanor a été écrite sur les morts gelées de Saskatoon, en particulier celle de Stonechild. La chanson "Starlight" des Wailin' Jennys a également été inspirée par les morts gelées.
En 2017, l'artiste mi'kmaq Cathy Elliott a suivi un atelier de cinq semaines avec des étudiants du Sheridan College pour sa tournée musicale Starlight . Cette œuvre a été commandée par le Grand Theatre de London, Ontario en collaboration avec le « Canadian Music Theatre Project » du Sheridan College.

### Podcasts
Les morts gelées sont abordées dans des podcasts tels que Criminal, et Commons.

### Télévision
L'épisode "The Sparkle Tour" de Da Vinci's Inquest impliquait la mort d'un activiste autochtone, prétendument à la suite de son arrestation, de son agression et de son rejet par la police dans la banlieue au milieu de la nuit sans ses chaussures. L'incident suscite des discussions entre les enquêteurs sur les morts gelées à Saskatoon, appelées « tournées scintillantes ».

## Voir également
- Disparitions de Terrance Williams et Felipe Santos
- Liste des cas de brutalité policière au Canada
- Brutalité policière contre les Canadiens autochtones
- Pinkenba Six
- L'autoroute des larmes

## Sources complémentaires
- Roi, Thomas (2017). L'Indien qui dérange. Un curieux récit des peuples autochtones d’Amérique du Nord. L'édition illustrée. Double jour Canada. (ISBN 978-0-3856-9016-4) . p. 200-201 (première éd. 2013, sans illustré)